# Carmen Lasorella
Carmen Lasorella, nata Carmela (Matera, 28 febbraio 1955), è una giornalista, conduttrice televisiva e autrice televisiva italiana.

## Biografia
Cresciuta a Potenza, è figlia di Salvatore, avvocato ed ex partigiano, e Angela Tilena, farmacista. Ha un fratello minore, Giacomo, docente universitario e presidente dell'AGCOM. Muove i primi passi nel mondo del giornalismo all'età di quattordici anni, scrivendo per La Gazzetta del Mezzogiorno. Dopo aver frequentato il liceo classico "Quinto Orazio Flacco" di Potenza, si laurea con il massimo dei voti in giurisprudenza alla "Sapienza" di Roma con una tesi sul diritto all'informazione e la diffusione radiotelevisiva in Italia e all'estero.
Nella capitale collabora con il quotidiano il Globo e le agenzie Radiocor e ANSA, oltre a lavorare, per un certo periodo, come procuratore legale. Esordisce in Rai nel 1979, con un servizio dedicato al Premio Letterario Basilicata, e le viene affidata la presentazione del Tg3. Nel 1980 debutta come conduttrice radiofonica su Radio anch'io, sostituendo Gianni Bisiach per una settimana. Nel 1984 passa alla conduzione del Tg2, mansione che manterrà per più di un decennio. Prima giornalista italiana a ricoprire il ruolo di inviata di guerra per la televisione, diventa particolarmente nota per i suoi reportage in Africa, Medio ed Estremo Oriente. Il suo primo servizio riguarda l'Operazione Golfo 1 nel 1987, sul finire del conflitto tra Iran e Iraq.
Segue altri eventi nel Corno d'Africa come la caduta del regime di Menghistu in Etiopia e i conflitti in Gibuti e Somalia, dove realizza l'ultima intervista al dittatore Siad Barre. Nel 1995 sopravvive ad un agguato a Mogadiscio teso da un gruppo di mercenari. Rimane ferita mentre il collega Marcello Palmisano e dieci uomini della scorta perdono la vita. Sequestrata dai mercenari, viene poi rilasciata. Le circostanze sono ancora poco chiare, una tesi sostiene che lei e la sua troupe sarebbero stati coinvolti per errore in uno scontro tra multinazionali per il controllo delle banane somale. Nel luglio del 1996 viene nominata responsabile delle relazioni esterne della Rai e assistente del consiglio di amministrazione e del presidente, con la qualifica di vicedirettore.
É conduttrice di programmi su Rai 1 e Rai 2, come il quiz a tema politico Politistrojka (1990) e il talk show Cliché (1996), oltre ad aver realizzato e condotto speciali come I laghi del sangue (1996), sulla crisi dei Grandi Laghi in Africa; Il sogno di Abramo (1997), sui conflitti in Medio Oriente; La sfida di Hong Kong (1997), sul ritorno della colonia britannica alla Cina. Dal luglio 1999 al giugno 2003 è responsabile e corrispondente della sede Rai di Berlino, con competenza sui paesi dell'Europa dell'est. Nel 2008 pubblica Verde e zafferano, a voce alta per la Birmania, libro sulla rivoluzione birmana con un'intervista a Aung San Suu Kyi. Da maggio 2008 all'ottobre 2012 è direttrice generale ed editoriale di San Marino RTV. 
Il 24 aprile 2013 diventa presidente di RaiNet, fino alla sua chiusura nell'anno successivo. Nel 2015 è narratrice della quinta puntata di Techetechete'. Inizialmente candidata presidente alle elezioni regionali in Basilicata del 2019 sostenuta da una lista civica, decide di ritirarsi a un mese dal voto. Nel 2023 pubblica il suo primo romanzo: Vera. E gli schiavi del terzo millennio.

## Vita privata
Nel 2012 sposa a Sabaudia l'architetto Giuseppe Falegnami, da cui divorzia pochi mesi dopo. Non ha figli. Suona il pianoforte ed è un'appassionata di musica classica e jazz. In gioventù è stata campionessa regionale di atletica ed ha giocato nella nazionale juniores di pallavolo, oltre ad aver praticato altri sport come basket, sci, tennis e equitazione.

## Controversie
Nel 1990, la giornalista minaccia querela nei confronti di Giorgio Bocca, il quale, in un articolo su Prima Comunicazione, aveva rivolto accuse sulla sua attività professionale, usando parole giudicate volgari e sessiste. Bocca le manderà un biglietto ammettendo di aver esagerato, a cui lei risponde esigendo scuse pubblicamente. Un mese dopo, Bocca fa uscire sulla stessa rivista un articolo dal titolo Pubbliche scuse, mettendo da parte i dissapori.
Nel 1993, nell'ambito dell'inchiesta sulle note spese degli inviati Rai, il magistrato Maria Teresa Covatta della Pretura di Roma le ha inviato un avviso di garanzia per truffa con aggravante di aver abusato della professione. Secondo l'accusa i giornalisti indagati avevano "gonfiato" le note spese compilate al termine di una serie di missioni per coprire i servizi sull'operazione di pace in Somalia. Il caso, poi archiviato, suscitò una lunga eco sui media, e sfociò anche in Parlamento con diverse interrogazioni parlamentari.
Nel 2014, con la chiusura di RaiNet, la giornalista viene demansionata e relegata in un'area tecnica; nel 2017 vince una causa contro la Rai per dequalificazione professionale, obbligando l'azienda a restituirle un ruolo consono al suo profilo professionale e a risarcirle i danni per l'emarginazione subita.

## Programmi televisivi
- TG3 (Rete 3, 1979-1982)
- TG2 (Rai 2, 1984-1995)
- Politistrojka (Rai 2, 1990)
- Rinascimento: la fabbrica del Futuro (Rai 1, 1994)
- Tg2 Dossier Notte (Rai 1, 1994)
- Live Aids (Rai 1, 1996)
- Una serata per l'Europa (Rai 1, 1996)
- Cliché (Rai 1, 1996)
- I laghi del sangue (Rai 1, 1996)
- La sfida di Hong Kong (Rai 1, 1997)
- Il sogno di Abramo (Rai 1, 1997)
- Primadonna (Rai 1, 1998)
- Visite a domicilio (Rai 2, 2003)